# Henri Burin des Roziers
Pour les autres membres de la famille, voir Famille Burin des Roziers.
Pour les articles homonymes, voir Burin (homonymie) et Roziers.
Henri Burin des Roziers, né le 18 février 1930 à Paris et mort le 26 novembre 2017 dans la même ville, est un frère dominicain français, avocat au barreau de Paris. Au Brésil, il est connu comme l’« avocat des sans-terre ».

## Biographie

### Famille et formation
Issu d'une famille de la haute bourgeoisie, Henri Burin des Roziers obtient un diplôme en lettres à la Sorbonne, puis en droit comparé à l'université de Cambridge ; c'est là qu'il rencontre le dominicain Yves Congar, qui exercera une profonde influence sur lui. Il devient ensuite docteur en droit à la faculté de droit de Paris en 1957. 

### Parcours militant
Après son ordination comme prêtre dominicain, il est aumônier des étudiants en droit et sciences économiques de Paris. Il devient proche du dominicain et prêtre-ouvrier Jean Raguénès et ils participent tous deux aux événements de Mai 1968 ; avec lui de nouveau, il est en 1970 ouvrier à Besançon, notamment chez Rhône-Poulenc.

#### Au Brésil
En 1978, il part pour le Brésil, où il s'engage comme avocat des « sans-terre » aux confins de la forêt amazonienne.
En 2000, avocat de la Commission pastorale de la Terre, il obtient, pour la première fois dans l’État du Pará, la condamnation d’un fazendeiro, un des propriétaires de fazenda (latifundiium), responsable de l'assassinat d'un leader syndical. Sa tête est alors mise à prix une première fois.
À partir de 2005, après l’assassinat de la missionnaire américaine de 73 ans Dorothy Stang, il est de nouveau menacé de mort, comme nombre de syndicalistes et de religieux défenseurs des droits des plus pauvres. Il est alors protégé, à la demande de l'Ordre fédéral des avocats du Brésil (pt). Un « contrat » est lancé contre lui par les fazendeiros, mettant sa tête à prix pour 50 000 reals (soit 20 000 euros).

### Prise de position
Rentré en France, il est, en 2016, à l'initiative d'une pétition contestant la ligne éditoriale imprimée par Jean-François Colosimo à la tête des éditions du Cerf, jugée caractéristique d'une « droite perverse ».

### Mort
Après son décès de mort naturelle, les archevêques brésiliens demandent que ses cendres soient ramenées au Brésil.

## Œuvres
- La Distinction du droit civil et du droit commercial et le droit anglais, Paris, LGDJ, 1959[7]
- « Brésil — Discours prononcé par le frère Henri Burin des Roziers, avocat des sans-terre, à l’occasion de la réception du Prix international des droits de l’homme Dominique Trarieux »[8], 16 novembre 2005
- Avec François Glory, Mes trente années en Amazonie brésilienne : au service des communautés de base, Paris, Signes des temps, 2001
- « Les sans-terre du Brésil », dans Revue de culture contemporaine, vol. 415, no 11 (novembre 2011), p. 439-449
- Avec Sabine Rousseau, Comme une rage de justice, Paris, éditions du Cerf, 2016

## Hommages et distinctions
- Chevalier de la Légion d'honneur, 1994[6],[9]
- Médaille Chico Mendes de la résistance, 2002
- Comenda de l'ordre du mérite judiciaire du travail du Tribunal supérieur du travail, 2003
- Prix international des droits humains Ludovic-Trarieux, 2005
- Prix Alceu Amoroso Lima, catégorie droits humains, 2009
- Prix José Carlos Castro de Direitos Humanos, décerné par l'Ordre des avocats du Brésil, section de l'État du Pará, 2009
- Hommage de l'ambassade de France au Brésil, 2009
- Mention d'honneur de la Société de défense des droits humains de l'État du Pará, 2012